# Mapania pacifica
Mapania pacifica är en halvgräsart som först beskrevs av Takahide Hosokawa, och fick sitt nu gällande namn av Tetsuo Michael Koyama. Mapania pacifica ingår i släktet Mapania och familjen halvgräs. Inga underarter finns listade i Catalogue of Life.